# França nos Jogos Olímpicos de Inverno de 1976
A França participou dos Jogos Olímpicos de Inverno de 1976 em Innsbruck, na Áustria.
A equipe olímpica francesa ganhou uma medalha, se situando em décimo sexto lugar do quadro geral de medalhas.

## Lista de medalhas francesas

### Medalhas de ouro
| Esporte              | Modalidade | Atleta | Performance |
| Medalhas de ouro : 0 |            |        |             |

### Medalhas de prata
| Esporte               | Modalidade | Atleta | Performance |
| Medalhas de prata : 0 |            |        |             |

### Medalhas de bronze
| Esporte                | Modalidade         | Atleta            | Performance |
| Medalhas de bronze : 1 |                    |                   |             |
| Esqui alpino           | Slalom gigante (F) | Danièle Debernard |             |